# Amherst (condado de Portage, Wisconsin)
Amherst es un pueblo ubicado en el condado de Portage en el estado estadounidense de Wisconsin. En el Censo de 2010 tenía una población de 1.325 habitantes y una densidad poblacional de 13,36 personas por km².

## Geografía
Amherst se encuentra ubicado en las coordenadas 44°27′43″N 89°17′46″O / 44.46194, -89.29611. Según la Oficina del Censo de los Estados Unidos, Amherst tiene una superficie total de 99.16 km², de la cual 97.51 km² corresponden a tierra firme y (1.67%) 1.65 km² es agua.

## Demografía
Según el censo de 2010, había 1.325 personas residiendo en Amherst. La densidad de población era de 13,36 hab./km². De los 1.325 habitantes, Amherst estaba compuesto por el 98.26% blancos, el 0.23% eran afroamericanos, el 0.3% eran amerindios, el 0.38% eran asiáticos, el 0% eran isleños del Pacífico, el 0.53% eran de otras razas y el 0.3% pertenecían a dos o más razas. Del total de la población el 1.66% eran hispanos o latinos de cualquier raza.